# هارپی

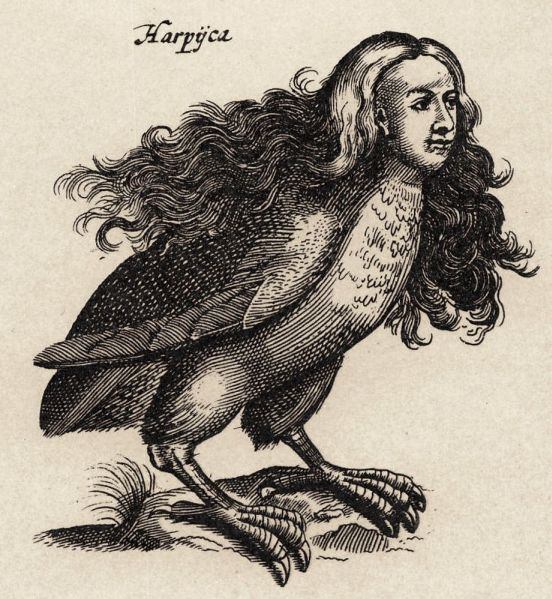
نگاره‌ای از یک هارپی

هارپی (به یونانی: ἅρπυια) به معنی سارق سریع، در اساطیر یونانی موجوداتی خیالی هستند پرنده‌وار و احتمالاً مؤنث که از چند ژن مختلف ساخته می‌شوند، هارپی‌ها از پایین‌تنه و دست‌ها عقاب هستند به شکلی که به جای دست بال دارند، به جای پا پنجه و ساق عقاب دارند و صورت نیمه انسان، نیمه حیوان دارند. آن‌ها فرزندان تائوماس خدای دریا و اشیاء مرطوب و الکترا دختر اوکئانوس یک حوری دریایی بودند. در نسخه‌های اولیه افسانه‌های یونانی، آن‌ها به عنوان دوشیزه‌های بالدار زیبا تصور می‌شدند اما بعدها به شکل یک هیولای بالدار با صورتی شبیه به یک پیرزن با موهایی بلند و دارای چنگل‌هایی برگشته و تیز درآمدند. آن‌ها وظیفه حمل انسان‌ها به عالم زیرزمین برای مجازات و عذاب را برعهده داشتند و این افراد دیگر هرگز دیده نمی‌شدند. آن‌ها به دستور زئوس، تمام خوراک فینوس پادشاه تراکیه را می‌دزدیدند.
هارپی در لغت‌نامه دهخدا نام سه موجود عجیب الخلقهٔ بالدار است که چهرهٔ این موجود به چهرهٔ زن و بدن او به کرکس می‌ماند، ناخن‌های برگشته دارد و مرگ و کشمکش شدید را تجسم می‌دهد.